# 林君諺
林君諺（1997年11月26日—），6岁开始学习围棋，台灣棋院職業九段圍棋棋士，第10、11屆台灣棋院棋士會會長。

## 升段紀錄
- 2010年 1月 1日 晉升職業初段
- 2010年10月21日 晉升職業二段
- 2011年 9月29日 晉升職業三段
- 2012年 6月24日 晉升職業五段
- 2013年10月 9日 晉升職業六段
- 2016年 5月10日 晉升職業七段
- 2019年 4月12日 晉升職業八段
- 2022年 1月20日 晉升職業九段

## 主要戰績
- 2011年 『感恩盃』新銳磨練賽 冠軍
- 2012年
  - 第12屆『東鋼盃』冠軍
  - 世界智力精英運動會戰勝柁嘉熹三段。[2]
- 2013年 第3屆世界智力精英運動會男子團體賽銅牌
- 2014年 第4屆友士盃友士盃十段賽 冠軍
- 2015年 
  - 第5屆友士盃友士盃十段賽 亞軍
  - LG杯世界棋王戰戰勝韓國棋士李昌鎬九段，挺進16強。[3]
- 2016年
  - 第3屆福蔭杯國際精銳圍棋對抗戰 團體賽季軍
  - 第1屆新人王賽 亞軍
- 2017年
  - 第5屆中環碁聖賽 亞軍
  - 第13屆『國手賽』 亞軍
  - 第10屆台灣棋王賽  冠軍
- 2018年 第11屆台灣棋王賽 冠軍（二連霸）[4]
- 2019年
  - 第18屆天元賽 冠軍
  - 第12屆台灣棋王賽 亞軍
- 2020年
  - 第12屆海峰盃 亞軍
  - 第19屆天元賽 亞軍
  - 第1屆名人冠軍賽冠軍[5]
  - 第8屆中環碁聖賽 亞軍
  - 第1屆UMC聯電盃快棋爭霸戰 亞軍
- 2021年
  - 第17屆倡棋杯 八強
  - 第11屆友士盃十段賽亞軍
  - 第14屆台灣棋王賽冠軍
- 2022年
  - 第14屆海峰盃 亞軍
  - 第15屆台灣棋王賽 亞軍

## 外部連結
- 海峰棋院「林君諺」 （页面存档备份，存于）
- 台灣棋院「林君諺」 （页面存档备份，存于）